# Torricella (Magione)
Torricella è una frazione del comune italiano di Magione, nella provincia di Perugia, in Umbria.
Torricella, nella quale risiedono 238 abitanti (dato aggiornato all'8 agosto 2011; fonte: Uff. Anagrafe del Comune di Magione), sorge a 261 metri sul livello del mare e dista circa 2,5 km dal Comune di Magione (PG) e circa 20 km dal centro di Perugia.
Dotata di entrata e uscita per il raccordo Perugia - Bettolle (A1), Torricella può fruire di un collegamento stradale, comprensivo di linea di trasporto pubblico, ma anche di collegamento ferroviario poiché dotata di stazione e collegamento portuale per le imbarcazioni private.
Si affaccia direttamente sul Lago Trasimeno.
Gli abitanti del paese sono Torricellini, o più propriamente Torcellini.

## Date importanti
- 1335 - Torricella viene data alle fiamme da Pier Sacconi Tarlati, Ghibellino. Armato cavaliere a Roma dall'Imperatore Enrico di Lussemburgo, condusse una campagna militare nei pressi di Perugia, passando per Tuoro sul Trasimeno, Passignano sul Trasimeno, Torricella, Montecolognola, proseguendo poi fino a Fontignano, Corciano e Perugia. Sulla strada del ritorno verso Castiglion fiorentino, passa per Magione costeggiando nuovamente il Lago.
- 1816 e 1824 - Il Re Federico di Borbone in due occasioni sosta nel paese di Torricella.
- 1866 - Fu inaugurata il 15 marzo a Torricella la ferrovia che collegava Perugia, il Lago Trasimeno e Firenze, parte della ferrovia voluta dai governanti per unire l'Italia. Il collegamento portò al Trasimeno, allora poverissimo e dedito quasi esclusivamente alla pesca e all'agricoltura, nuove possibilità commerciali. Rappresentò quindi un'apertura verso il resto del mondo, un'occasione di sviluppo.
- 1895 - In sostituzione della vecchia via principale di Torricella caratterizzata da sali e scendi tra gli insediamenti agricoli dell'entroterra, viene realizzata la strada che costeggia il Lago Trasimeno.

Chiese di Torricella
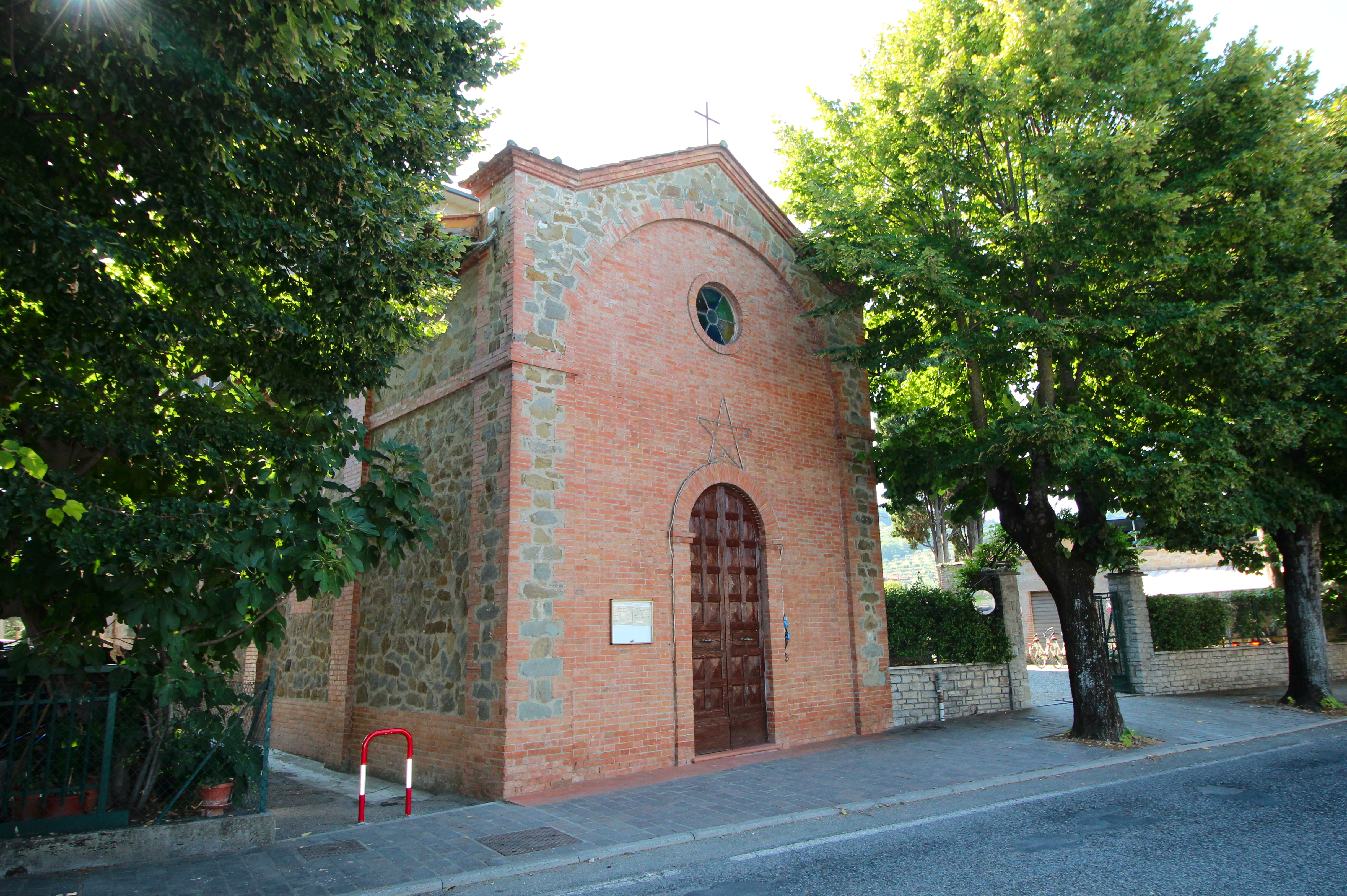
La chiesa del Sacro Cuoro nel centro di Torricella
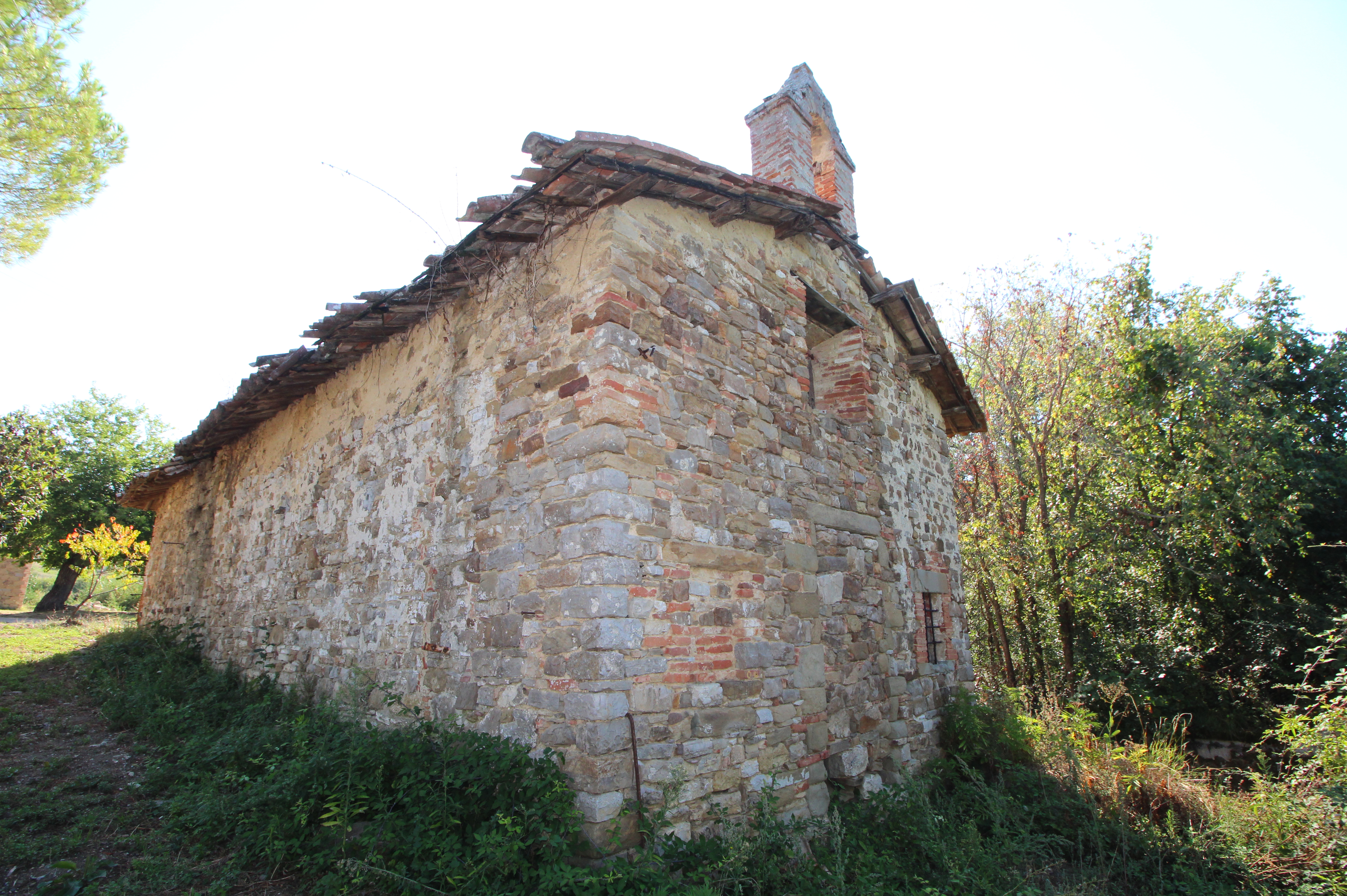
I ruderi di San Cassiano poco fuori di Torricela

## Infrastrutture e Trasporti
- Stazione di Torricella